# 勐角傣族彝族拉祜族乡
勐角傣族彝族拉祜族乡简称勐角民族乡、勐角乡（佤语：Meng Jiaox / gaeng go:952），是中华人民共和国云南省临沧市沧源佤族自治县下辖的一个民族乡。勐角一词由傣语音译，“勐”为地方，“角”（方言读guo）为开创，意为“最先开创家业的地方”。乡政府驻勐角村，陆距沧源县城14.5千米。乡境内有始建于公元1380年的金龙寺，以及因传统佤族聚落而闻名的旅游村寨翁丁村。

## 历史沿革
早期历史上勐角归由勐角董土司管辖。1945年，沧源设治局实行废区划乡，新成立勐角镇。1954年改置为勐角区，辖境包括勐董。1965年勐董镇从勐角区划出。1968年在人民公社化运动中改置为勐角公社，次年更名红忠公社，1971年复名勐角公社。1984年设置勐角区，1988年撤区建乡成立勐角傣族彝族拉祜族乡。

## 地理
勐角傣族彝族拉祜族乡位于沧源县中部，东南西北依次与糯良乡、勐董镇、班洪乡和勐来乡接壤。勐角乡总面积216.76平方千米，2010年普查总人口13,990人，居民以佤族为主，其次是傣族、彝族、拉祜族和汉族，占比分别占总人口的59.63%、21.27%、8.32%、6.48%和3.9%。乡内主要坝子是勐角坝，山脉有窝坎大山、芒告大山等，地势南北高中西低，最高点为窝坎大山（2,605米，这也是沧源县的最高点），最低点为新牙河与班洪交界处（680米）。主要河流有勐董河、南角河、新牙河等，属澜沧江水系，新牙河上建有4座梯级水电站，主要水库有翁丁水库等，在建有中型芒回水库。气候上属亚热带季风气候，全年气候温和，立体气候显著，年均气温18.5℃，年均降水1602.1毫米。勐角乡的部分地区属南滚河国家级自然保护区，2011年全乡森林覆盖率达71%。莲花塘拥有煤矿储量1,500万吨，可开采面积15平方千米。

## 行政区划
勐角傣族彝族拉祜族乡下辖以下地区：
勐角村、莲花塘村、控角村、翁丁村、勐卡村、芒公村、糯掌村、控井村和勐甘村。

## 经济
勐角傣族彝族拉祜族乡的经济以农业为主，2011年农民人均纯收入3,621元。2011年，勐角乡粮食种植面积3.92万亩，年产8,803吨；核桃4.73万亩，年产2.7吨；茶场8,273亩，年产99吨；烤烟2,075亩，年产152吨，其他农作物还有甘蔗、蔬菜、油菜等。畜牧业方面，2011年末生猪和其他大牲畜共存栏27,492头。2011年政府财政收入177万元。

## 基础设施
勐角傣族彝族拉祜族乡内有小学8所，初中1所，在校学生共1,758人。医疗方面有卫生所1所、村卫生室9个，共有病床30张，专业卫生人员32人。交通方面，S314省道小沧公路经过勐角，其他有乡村公路24条共64.25千米，其中砂石路面18条共71.53千米、水泥公路4条1.93千米。

## 中国传统村落
2012年，翁丁村被评为首批“中国传统村落”。